# 福岡県立門司学園中学校・高等学校
福岡県立門司学園中学校・高等学校（ふくおかけんりつもじがくえんちゅうがっこう・こうとうがっこう,Fukuoka Prefectural Moji Gakuen Junior and Senior High School）は、福岡県北九州市門司区大字猿喰にある県立中学校・高等学校。

## 概要
歴史
福岡県内の高等学校再編の一環として、門司区内の福岡県立門司高等学校と福岡県立門司北高等学校を統合して併設型公立中高一貫校が新設された。2004年（平成16年）に中学校が、2007年（平成19年）に高等学校が開校した。門学、門司学とよばれている。
校舎
当初中学校校舎が門司北高等学校の校地に、高等学校が門司高等学校の校地に開校した。校地、校舎、施設は門司・門司北の両高校が閉校になるまでそれぞれで共用され、両校閉校後それぞれに継承された。そのため、中学校と高校の敷地は直線距離で約4.7キロメートル離れていたが、2012年（平成24年）4月に高校が中学校のある猿喰地区へ移転し、同敷地内での中高一貫教育を開始した。
入試・学区
併設型中高一貫校であるため、高校には、併設中学校から進学する内進生と一般入試を受験してそれ以外の中学校から進学する外進生とが入学する。
中学校は福岡県内全域から受験が可能。高校を他の中学校から受験する生徒については福岡県第二学区（旧第二・三学区、北九州市門司区・小倉北区・小倉南区・戸畑区）が適用される。
設置課程・学科（高等学校）
全日制課程 普通科（高校）
ほとんどの生徒が国公立大学をはじめとする上級学校への進学を目指す。
校訓
「自立・勉学・創造」
校章・スクールカラー
旧門司市の紋章を参考に、「錨」と「水」（巴）をモチーフに図案化。中学は中央に「中」文字、高校は「高」の文字を置いている。スクールカラーはコバルトブルー。
校歌
作詞は坂口秀俊、作曲は畑中良輔によるもの。3番まであり、校名は歌詞に登場しない。
制服
2020年度入学生まで男子は中学校、高校ともに紺色の学生服（学ラン）、女子は高校はブレザー、チェックのスカート、リボン、中学校は冬は上下グレーのセーラー服に暗めの青のタイで、夏は白のセーラー服に黒のスカートに明るめの青のタイであった。
2021年度入学生より中学校・高等学校共通で制服を変更し男女共にブレザーとなった。Ⅰ型・Ⅱ型を選択でき、スカート・スラックスかを選択することが出来る。ネクタイは「門司学チェック」を採用。
鞄は指定のもの。中学校と高等学校で異なる。
靴についてはローファー、白のスニーカーまたはグランドシューズ。
靴下については2020年度までは男子は白色、女子は指定の紺色。2021年度入学生からは紺色のくつしたに統一されている。

## 沿革
福岡県立門司高等学校#沿革、福岡県立門司北高等学校#沿革も参照。
- 2004年（平成16年）4月 - 福岡県立門司北高等学校に、「福岡県立門司学園中学校」が開校。
- 2007年（平成19年）4月 - 福岡県立門司高等学校に、「福岡県立門司学園高等学校」が開校。
- 2009年（平成21年）3月31日 - 門司高等学校と門司北高等学校が閉校。
- 2012年（平成24年）4月1日
  - 高等学校が猿喰地区（中学校所在地）に移転を完了し、同敷地内での中高一貫教育を開始。
  - 2学期制を3学期制に変更する。

## 部活動
中学校・高等学校で部活の種類が異なるが中高共に一緒に活動している部活動も存在している。
中学校
【運動部】
- 野球部
- バスケットボール部
- バレーボール部
- 陸上部
- ソフトテニス部

【文化部】
- 吹奏楽部
- 英語部

高等学校
【運動部】
- 野球部
- バスケットボール部
- 水泳部
- バレーボール部
- 陸上部
- ソフトテニス部
- 剣道部
- ラグビー部

【文化部】
- 吹奏楽部
- 美術部
- 書道部
- 科学部
- 茶華道部
- 演劇部
- インターアクトクラブ

吹奏楽部は中学校・高等学校共に九州吹奏楽コンクールに連続出場を果たす県内有数の強豪校として注目されている。中学校吹奏楽部は2021年に北九州支部から18年ぶりの全日本吹奏楽コンクール出場を果たし、その年から第69回・第70回・第71回と3年連続出場、4年目の第72回大会ではプログラム1番の出場で初の金賞を受賞し話題となった。
その他にも陸上部・美術部なども九州大会や全国大会に出場している。

## 学校行事
体育大会や定期考査、創立記念式典などは中高同時に行うことが多い。
中学校
1学期
- 4月 - 始業式、入学式、自立と協働を学ぶ宿泊研修（1年）
- 5月 - 中間考査
- 6月 - 体育大会、期末考査
- 7月 - 生徒会選挙、終業式 、サマーセミナー

2学期
- 8月末 - 始業式
- 9月 - 学園祭、中間考査
- 10月 - 修学旅行（2年）、芸術鑑賞会、生徒総会
- 11月 - 創立記念式典、期末考査
- 12月 - 2学期終業式、ウインターセミナー

3学期
- 1月 - 始業式、英検
- 2月 - 学年末考査、総合的な学習の時間発表会
- 3月 - 卒業式、クラスマッチ、終業式

高等学校
1学期
- 4月 - 始業式、入学式、自立と協働を学ぶ宿泊研修（1年）
- 5月 - 生徒総会、中間考査
- 6月 - 体育大会、期末考査
- 7月 - 生徒会選挙、終業式 、サマーセミナー

2学期
- 8月末 - 始業式
- 9月 - 学園祭、中間考査
- 10月 - 修学旅行（2年）、芸術鑑賞会
- 11月 - 創立記念式典、期末考査
- 12月 - 2学期終業式、ウインターセミナー

3学期
- 1月 - 始業式、大学入学共通テスト
- 2月 - 学年末考査、総合的な探究の時間発表会
- 3月 - 卒業式、クラスマッチ、終業式

## 出身者
- 長田いろは - 女子ラグビー選手。
- えがわさゆり - キャスター、タレント。
- ミニマリストしぶ - 経営者、著者、プロダクトデザイナー、Youtuber

## 交通アクセス
最寄りの鉄道駅
- JR九州
  - 「門司駅」から門司学園中高バス停まで20分
  - 「門司港駅」から門司学園高バス停まで21分

最寄りのバス停
- 西鉄バス北九州 「門司学園中高」バス停からすぐ。

最寄りの道路
- 北九州都市高速道路 「大里出入口」から約10分
- 九州自動車道 「新門司IC」から約7分
- 福岡県道25号門司行橋線
- 北九州カニ・カキロード

スクールバス
- 2021年6月ダイヤ改正により「門司学園中高」を発着する西鉄バスが大幅減便されたためスクールバスを下曽根方面だけでなく門司駅方面・小倉駅方面にも2022年度より運行開始。2021年度までは中高それぞれ2台から中高共通の6台に変更しており多数の生徒が利用。一部、西鉄バス北九州が運行しており「門司学園スクールバス」と校章と共に行き先表示にかかれているバスがある。